# Rundfunkjahr 2013

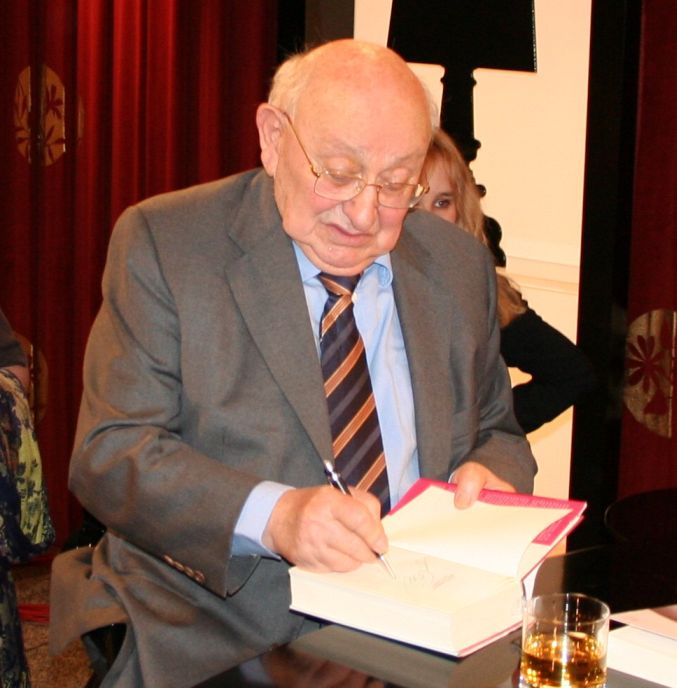
2013: Marcel Reich-Ranicki, der Moderator des Literarischen Quartetts, stirbt 93-jährig in Frankfurt am Main.

Liste der Rundfunkjahre

◄◄ | ◄ | 2009 | 2010 | 2011 | 2012 | Rundfunkjahr 2013 | 2014 | 2015 | 2016 | 2017 | ► | ►►

Weitere Ereignisse

## Allgemein
- 1. Januar – Die gerätebezogene Rundfunkgebühr in Deutschland wird durch einen Rundfunkbeitrag ersetzt, der je Wohnsitz bzw. je Betriebsstätte als Pauschale für die Möglichkeit erhoben wird, Sendungen der öffentlich-rechtlichen Rundfunkanstalten nutzen zu können. Bei den Bewohnern von Pflegeheimen wird der Beitrag nicht erhoben. Zuständig für den Einzug ist der ARD ZDF Deutschlandradio Beitragsservice. Die neue Abgabe ist aus verfassungsrechtlichen Gründen vielfach umstritten.[1][2]
- 30. März – Der ägyptische Generalstaatsanwalt ordnet die Festnahme des Fernsehsatirikers Bassem Youssef an, weil dieser Staatspräsident Mohammed Mursi beleidigt haben soll.
- April – 30 Jahre nach der Affäre um die angeblichen Hitler-Tagebücher kündigt Stern-Chefredakteur Thomas Osterkorn an, die Fälschungen dem Bundesarchiv Koblenz zu übergeben und auf diese Weise der Öffentlichkeit zugänglich zu machen.[3]
- 1. April – Das ZDF feiert den 50. Jahrestag seines Sendebeginns.
- 2. April – Die Mainzelmännchen feiern ihren 50. Geburtstag.
- 17. April – Die Zeichentrickfamilie Die Simpsons feiert den 25. Jahrestag ihrer Premiere im US-Fernsehen.
- 25. April – Durch einen Bericht der FAZ wird rund fünf Jahre nach seinem Tod die Mitgliedschaft Horst Tapperts in der Waffen-SS bekannt. Der Dresdner Historiker und NS-Experte Jan Erik Schulte stieß bei Recherchen auf Tapperts Akte.[4] Wenige Tage später gibt das ZDF bekannt, künftig keine Folgen der 280-teiligen Krimiserie Derrick mehr zu wiederholen.[5]
- 8. Juni – Der Rundfunk Berlin-Brandenburg feiert sein zehnjähriges Bestehen. Er ging aus der Fusion des Sender Freies Berlin und Ostdeutscher Rundfunk Brandenburg hervor. Das Fest, rund um das Haus des Rundfunks und auf der Masurenallee, wurde von über 80.000 Bürgern besucht.[6]
- 11. Juni – Die griechische Regierung kündigt überraschend an, den Betrieb des Öffentlich-rechtlichen Rundfunks Elliniki Radiofonia Tileorasi (ERT) „wegen unglaublicher Verschwendung“ mit sofortiger Wirkung einzustellen.[7]
- 4. bis 7. Juli – Der Südwestrundfunk feiert in Mainz sein drittes Sommerfestival. Rund 27.000 Besucher waren auf den verschiedenen Veranstaltungen und Konzerten gewesen, darunter am 4. Juli die Open-Air-Vorpremiere der Tatortfolge Freunde bis in den Tod mit den Hauptdarstellern.[8] Alleine 15.000 Interessierte waren am Sonntag in der sogenannten Medienwelt im Funkhaus.
- 6. August – Der Internetunternehmer Jeff Bezos (Gründer des Versandhändlers Amazon.com) kauft das US-Traditionsblatt The Washington Post.
- 19. August – Durch einen Bericht von Chefredakteur Alan Rusbridger in The Guardian wird bekannt, dass die britische Regierung seine Redaktion unter starken juristischen Druck gesetzt habe, und mit kostspieligen Gerichtsprozessen gedroht habe, falls weitere Details der Enthüllungen von Edward Snowden veröffentlicht werden sollten. So mussten unter der Aufsicht von Geheimdienstmitarbeitern in den Redaktionsräumlichkeiten zwei Festplatten zerstört werden.[9]
- 7. November – Die griechische Polizei räumt in Athen das seit fünf Monaten von ehemaligen Mitarbeitern besetzte Gebäude der ERT. Nach der überraschenden Schließung des öffentlich-rechtlichen Fernsehens durch die Regierung im Juni hatten Journalisten und Mitarbeiter ein Notprogramm aufrechterhalten, das via Internet verbreitet wurde. Gleichzeitig stellt aufgrund der schwierigen wirtschaftlichen Lage und der hohen Schulden in Spanien das öffentlich-rechtliche Regionalfernsehen in Valencia seinen Betrieb ein.[10]

## Hörfunk
- 11. Februar – Der Hessische Rundfunk strahlt das Programm hr2-kultur landesweit nur noch über zwei UKW-Großsender sowie über sechs Standorte geringer Sendeleistung aus. Somit kann das Kulturprogramm in Teilen des Odenwalds, Mittel- und Osthessens sowie des Kreises Waldeck-Frankenberg nicht mehr über UKW empfangen werden. DAB+ ist in Hessen nicht flächendeckend verfügbar und daher in Nordwest- und Südhessen keine Alternative zu den entfallenen UKW-Sendern. Die übrigen ehemaligen hr2-Frequenzen werden unter Protest der privaten Wettbewerber an die Programme hr-info und You FM gegeben. Kai Ludwig wies in den Radio-News des Medienmagazins von Radio Eins auf den „Paradigmenwechsel“ hin, „nur noch den Mainstreamformaten HR 1, HR 3 und HR 4 eine ausgebaute UKW-Verbreitung zuzugestehen und mit HR 2 das einzige noch bestehende Programm des Hessischen Rundfunks, das den Bereich der sogenannten Hochkultur abdeckt, mit den ursprünglichen digitalen Zusatzangeboten gleichzusetzen.“[11][12][13]
- 19. Februar – Nachdem bereits im letzten Jahr der Mittelwellenbetrieb beim 1950 errichteten Rheinsender des Südwestrundfunk, vormals Südwestfunk, eingestellt wurde, erfolgte nun die gezielte Sprengung des 150 Meter hohen Mastes.
- 20. März – Der Mitteldeutsche Rundfunk stellt den Betrieb seiner Mittelwellenfrequenzen 783 kHz (Standort Wiederau), 1044 kHz (Standort Wilsdruff) und 1188 kHz (Standort Reichenbach), über die das Infoprogramm MDR Info gesendet wird aufgrund von Einsparungsmaßnahmen zum 30. April 2013 ein. Als alternativen Empfangsweg wird insbesondere auf DAB+ verwiesen, das jedoch nicht komplett ausgebaut ist. Auch das UKW-Netz von MDR Info ist nicht vollständig ausgebaut, so dass in einigen Gebieten kein terrestrischer Empfang des Senders möglich ist. Bisher gab es noch keine offizielle Stellungnahme des MDR dazu.[14][15]
- 31. Mai – American Forces Network schaltet den traditionsreichen Mittelwellensender auf 873 kHz aus Kostengründen ab. Der Sender mit Standort Weißkirchen im Taunus hatte das Programm des AFN seit 1951 ausgestrahlt.[16]
- 7. Juni – Der australische Auslandsdienst Radio Australia wird im 74. Jahr seines Bestehens aufgelöst. Ein Teil der Mitarbeiter wird von Australia Network, dem Auslandsfernsehen der Australian Broadcasting Corporation (ABC) übernommen.[17]
- 21. Juni – Der Norddeutsche Rundfunk (NDR) hat angekündigt, seine Mittelwellensendungen zum 31. Dezember 2014 einzustellen. Hintergrund ist ein Beschluss der Kommission zur Ermittlung des Finanzbedarfs der Rundfunkanstalten (KEF), der die Einstellung der Mittelwellenausstrahlung der übrigen Rundfunkanstalten wegen der hohen Kosten und der schlechten Tonqualität vorsieht. Konkret betroffen sind die Standorte Flensburg (702 kHz), Lingen (792 kHz), Hemmingen (828 kHz) und Hamburg-Billwerder (972 kHz). Die über die Mittelwellensender Hamburg-Billwerder und Flensburg täglich ausgestrahlten jeweils halbstündigen Seewetterberichte werden vollständig auf DAB+ und das Internet verlagert.[18]
- 14. November – Auf Ö1 ist die letzte von Michael Kerbler gestaltete Ausgabe der Interviewreihe Im Gespräch zu hören. Sendungsgast ist der Schriftsteller Ilija Trojanow, der über Gerechtigkeit, Demokratie und die „Gewaltfrage“ philosophiert. Nachfolgerin Kerblers wird die Journalistin Renata Schmidtkunz.[19]

## Fernsehen
- 1. Januar – Euronews feiert den 20. Jahrestag seines Sendestarts.
- 14. Januar – Der Sender The CW beginnt mit der Ausstrahlung des Sex-and-the-City-Prequels The Carrie Diaries mit AnnaSophia Robb in der Hauptrolle
- 17. Januar – Sat.1 Gold nimmt um 20:13 Uhr seinen Betrieb auf. Zielgruppe sind ältere Menschen, vor allem Frauen von 49 bis 64.
- 18. Januar – In einem vor allem in den USA gespannt beobachteten auf OWN ausgestrahlten TV-Interview mit Oprah Winfrey gibt der frühere Radrennfahrer Lance Armstrong zu, bei den sieben Tour-de-France-Rennen zwischen 1999 und 2005 gedopt gewesen zu sein.
- 18. Januar – Auf Fox geht mit der 100. Episode die Science-Fiction-Serie Fringe – Grenzfälle des FBI zu Ende.
- 22. Januar – Bei ABC wird nach sechs Jahren Laufzeit die 111. und letzte Episode von Private Practice ausgestrahlt.
- 31. Januar – Auf NBC ist die 138. und letzte Episode der Sitcom 30 Rock zu sehen.
- 1. Februar – Mit House of Cards veröffentlicht der Stream-Anbieter Netflix seine erste selbst produzierte Fernsehserie.
- 2. Februar – Der Spartenkanal ORF III beginnt mit der Ausstrahlung der Neubearbeitung der zwölfteiligen Dokuserie Österreich I über die Geschichte der Ersten Österreichischen Republik (1918–1938).
- 3. Februar – Sat.1 strahlt die erste Folge der US-Actionserie Homeland aus.
- 18. Februar – Auf VOX ist die erste Folge der US-Mysteryserie Grimm zu sehen.
- 22. Februar – Bei CBS wird die 197. und letzte Episode des zweiten CSI-Ablegers, CSI: NY, gezeigt.
- 25. Februar – ProSieben strahlt die erste Folge der Late-Night-Show Circus HalliGalli aus.
- 3. März – Mit der Historienserie Vikings begann der History Channel die Ausstrahlung seiner ersten eigenproduzierten drehbuchbasierenden Fernsehserie.
- 5. März – Auf ORF eins ist die erste Folge der Miniserie CopStories zu sehen, die im Wiener Zuwandererbezirk Ottakring angesiedelt ist nach dem Vorbild der niederländischen Erfolgsserie Van Speijk produziert wurde.
- 6. März – RTL II feiert sein 20-jähriges Bestehen.
- 10. März – Pete Dwojak verabschiedet sich nach vier Jahren aus dem Tigerenten Club.
- 12. März – Die Satire Der Minister, die auf die Plagiatsaffäre Guttenberg anspielt, hat Premiere auf Sat.1.
- 18. März – Bei A&E ist die erste Episode der Thriller-Serie Bates Motel zu sehen, die die Vorgeschichte zum Roman Psycho und der gleichnamigen Verfilmung von Alfred Hitchcock erzählt.
- 21. März – Die ARD strahlt die Echoverleihung 2013 aus.
- 5. April – Sat.1 beginnt mit der Erstausstrahlung der Reihe The Voice Kids, einer Version von The Voice of Germany für 8- bis 14-jährige Kinder.
- 14. April – Free-TV-Premiere des Spielfilms Thor auf ProSieben.
- 18. April – ZDFneo strahlt die erste Folge der Late-Night-Show nate light.
- 27. April – Marc Bator spricht seine letzte Tagesschau. Er wechselt von der ARD zu Sat.1 und moderiert dann die Sat.1 Nachrichten. Später wird es zu Streitigkeiten zwischen Chefsprecher Jan Hofer und Marc Bator wegen der Abschiedsworte bei der Tagesschau geben.
- 8. Mai – ProSieben strahlt die erste Folge der US-Comedyserie The New Normal.
- 13. Mai – Bei The CW wird das Beverly-Hills,-90210-Spin-off 90210 nach fünf Staffeln mit der Ausstrahlung der 114. Episode beendet.
- 17. Mai – Linda Zervakis spricht ihre erste 20:00 Uhr Tagesschau. Sie ersetzt Marc Bator, der zu Sat.1 wechselte.
- 14. Juni – ZDF strahlt die erste Folge der Satire-Show Durchgedreht! aus.
- 17. Juni – ProSieben strahlt die erste Folge der US-Comedyserie Wilfred aus.
- 20./21. Juni – ProSieben und Sat.1 beginnen mit der Erstausstrahlung der Tanz-Castingshow Got to Dance.
- 23. Juni – Free-TV-Premiere des Spielfilms Tron: Legacy auf ProSieben.
- 6. Juli – Free-TV-Premiere des Thrillers Brotherhood – Die Bruderschaft des Todes auf ProSieben.
- 1. September – In dem einzigen „Kanzlerduell“ des Bundestagswahlkampfes 2013 stehen sich die Spitzenkandidaten von SPD, Peer Steinbrück und der Union, Bundeskanzlerin Angela Merkel direkt gegenüber. Die Sendung, die in vier Sendern zu sehen ist, wird von Anne Will, Maybrit Illner, Peter Kloeppel und – als einzigen nicht ausgewiesenen Fernsehjournalisten – von dem Entertainer Stefan Raab moderiert.
- 3. September – ProSieben Maxx nimmt um 20:15 Uhr mit der Free-TV-Premiere des Spielfilms Captain America: The First Avenger den Sendebetrieb auf.
- 4. September – ProSieben beginnt mit der Ausstrahlung der US-Science-Fiction-Serie Under the Dome.
- 13. September – Sat.1 strahlt die erste Folge der Reality-Show Promi Big Brother aus.
- 16. September – Vox strahlt die erste Folge der Mystery-Serie Arrow aus.
- 26. September – Auf NBC ist die erste Folge der Michael J. Fox Show zu sehen. Damit ist Michael J. Fox zum ersten Mal seit dem Ende von Family Ties (1982–1989) wieder in einer Hauptrolle einer Fernsehproduktion zu sehen.
- 5. Dezember – Die dritten Programme hr-fernsehen, MDR Fernsehen und rbb Fernsehen sowie EinsPlus und tagesschau24 senden in HD, einsfestival, welches schon vorher in HD sendete, wechselte den Programmplatz.
- 31. Dezember – Das Vierte stellt den Sendebetrieb ein.

## Gestorben

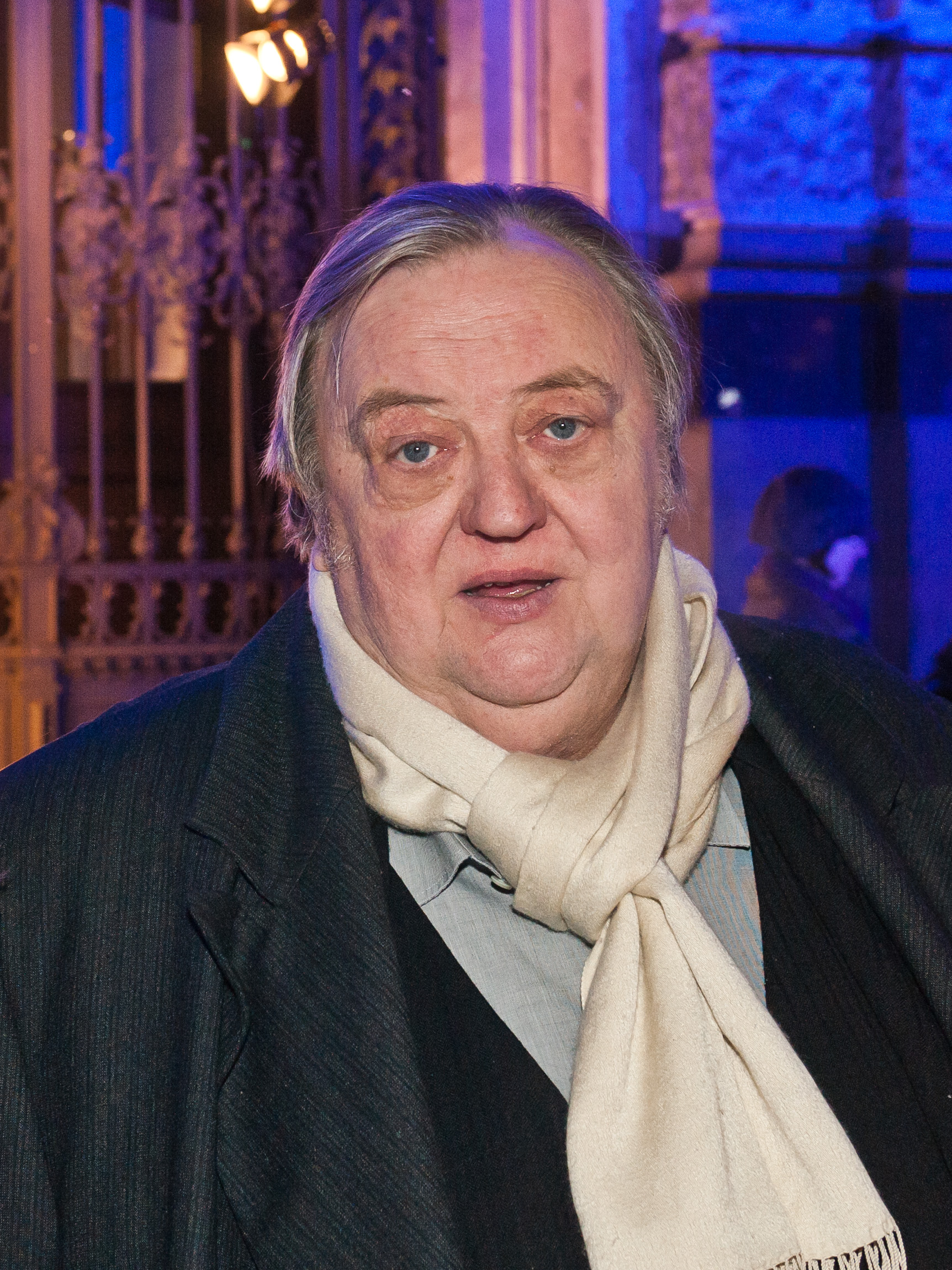
Dieter Paff stirbt im Alter von 65 Jahren an den Folgen von Lungenkrebs (2012)

- 3. Januar – Elmar Gunsch, österreichischer Radio- und Fernsehsprecher stirbt 81-jährig in Frankfurt am Main.
- 17. Januar – Louise Martini, österreichische Schauspielerin und Radiomoderatorin stirbt 81-jährig in Wien.
- 13. Februar – Stefan Wigger, deutscher Schauspieler (Ein Haus in der Toscana, 1991–1994) und Synchronsprecher stirbt 80-jährig in München.
- 17. Februar – Richard Briers, britischer Schauspieler stirbt 79-jährig.
- 5. März – Dieter Pfaff, deutscher Schauspieler stirbt 65-jährig in Hamburg.
- 13. März – Rosemarie Fendel, deutsche Schauspielerin stirbt 85-jährig in Frankfurt am Main.
- 14. März – Edith Klinger, österreichische Schauspielerin, Tierschützerin und Fernsehpersönlichkeit (Tiersendung Wer will mich?) stirbt 90-jährig in Wien.
- 22. April – Vivi Bach, dänische Schauspielerin (Raumpatrouille, 1965), Sängerin und Fernsehmoderatorin (Wünsch dir was, 1969–1972) stirbt 73-jährig auf Ibiza.
- 26. Mai – Hildegard Krekel, deutsche Schauspielerin (Rita Graf in Ein Herz und eine Seele, 1973–1976) stirbt 60-jährig in Köln.
- 28. Mai – Eddi Arent, deutscher Schauspieler, Kabarettist und Komiker (erlangte Kultstatus durch die Sketchserie Harald und Eddi, 1987–1989 mit Harald Juhnke) stirbt 88-jährig in München.
- 31. Mai – Jean Stapleton, US-amerikanische Schauspielerin (Edith Bunker in All in the Family, 1971–1979) stirbt 90-jährig in New York City.
- 19. Juni – James Gandolfini, US-amerikanischer Schauspieler (Die Sopranos, 1999–2007) stirbt 51-jährig in Rom.
- 12. Juli – Thomas Ortner, österreichischer Fernsehjournalist stirbt 64-jährig in Linz.
- 13. Juli – Cory Monteith, kanadischer Schauspieler (Finn Hudson in Glee, 2009–2013) stirbt 31-jährig in Vancouver.
- 14. August – Jörg Pleva, deutscher Schauspieler stirbt 71-jährig in Hamburg.
- 19. August – Lee Thompson Young, US-amerikanischer Schauspieler stirbt 29-jährig in Los Angeles.
- 20. August – Erik Neutsch, deutscher Schriftsteller, Film- und Fernsehautor stirbt 82-jährig in Halle (Saale).
- 24. August – Julie Harris, US-amerikanische Schauspielerin stirbt 87-jährig in Massachusetts.
- 31. August – David Frost, britischer Fernsehmoderator und Journalist stirbt 74-jährig an Bord des Schiffes Queen Elizabeth.
- 12. September – Ray Dolby, US-amerikanischer Erfinder und Ingenieur stirbt 80-jährig in San Francisco.
- 18. September – Hans Daiber, deutscher Journalist und Autor stirbt 86-jährig in Bonn. Er wurde u. a. durch das Verfassen zahlreicher Hörspiele bekannt.
- 18. September – Marcel Reich-Ranicki, Literaturkritiker und Fernsehmoderator stirbt 93-jährig in Frankfurt am Main.
- 19. September – Hiroshi Yamauchi, japanischer Unternehmer stirbt 85-jährig in Kyōto. Unter seiner Führung wurde Nintendo seit den frühen 1970er Jahren zum bedeutendsten Entwickler und Hersteller von Videospielen und Spielkonsolen.
- 25. Oktober – Marcia Wallace, US-amerikanische Schauspielerin (Originalstimme der Simpsons-Figur Edna Krabappel, 1990–2013) stirbt 70-jährig in Los Angeles.
- 1. November – Brigitte Neumeister, österreichische Schauspielerin (zahlreiche Theaterrollen, bekannt als Hausmeisterin Leopoldine Turecek in Kaisermühlen Blues, 1992–1999) stirbt 69-jährig in Wien.
- 20. November – Dieter Hildebrandt, deutscher Kabarettist (Notizen aus der Provinz, 1973–1979, Scheibenwischer, 1980–2008) stirbt 86-jährig in München.
- 27. November – Lewis Collins, britischer Schauspieler (Die Profis, 1977–1981) stirbt 67-jährig in Los Angeles.
- 27. November – Rudolf Lorenzen, deutscher Journalist stirbt 91-jährig in Berlin.
- 29. November – Chris Howland, britischer Schauspieler, Radio- und Fernsehmoderator (bekannt als Mr. Pumpernickel), stirbt 85-jährig in Rösrath bei Köln.